# Grande Prémio de Teruel de Motovelocidade
O Grande Prémio de Teruel de MotoGP foi um único evento motociclístico que introduzido do mundial de MotoGP de 2020 como resposta ao cancelamento de provas devido à pandemia de COVID-19, consistindo numa segunda corrida no Motorland Aragón.

## Vencedores do Grande Prémio de Teruel
| Ano  | Pista            | Moto3       | Moto3      | Moto2     | Moto2      | MotoGP            | MotoGP     |
| Ano  | Pista            | Piloto      | Construtor | Piloto    | Construtor | Piloto            | Construtor |
| ---- | ---------------- | ----------- | ---------- | --------- | ---------- | ----------------- | ---------- |
| 2020 | Motorland Aragón | Jaume Masiá | Honda      | Sam Lowes | Kalex      | Franco Morbidelli | Yamaha     |